# Chris Kane (homme politique)
Chris Kane, né en août 1976, est un homme politique du Parti travailliste écossais, député de Stirling and Strathallan depuis 2024.
Avant d'être élu député, il est conseiller local représentant le ward de Stirling East (en) à partir de mai 2017 et chef du conseil à partir de mai 2022.
Kane déclare que son premier travail consistait à aider à ranger l'atelier d'électricité de son père. Il a précédemment travaillé comme journaliste et animateur radio.